# Casuwele
Casuwele was een klein dorpje in Zeeuws-Vlaanderen in Nederland. Het lag aan de Couveringe, een nabijgelegen kreek. Casuwele werd in 1570 van de kaart geveegd door de grote Allerheiligenvloed. Hierbij werden de omliggende dorpen Saeftinghe, Sint-Laureins en Namen verwoest of zwaar beschadigd. In 1571 waren vrijwel alle dijken hersteld maar de regio raakte er niet meer bovenop. De doodsteek voor dit dorpje en de gehele regio was het doorsteken van de dijken in 1584 door de Antwerpenaren, die een verdedigingslinie tegen de Spanjaarden wilden aanleggen.
Vlak bij het verdronken dorp lag een fort, namelijk het Luysfort. De naam verwijst naar de polder waarin het lag, namelijk de Luyspolder.